# Marco Carrara (conduttore televisivo)

Marco Carrara (Alzano Lombardo, 1º maggio 1992) è un giornalista, conduttore televisivo e autore televisivo italiano. È stato insignito dal Presidente della Repubblica Sergio Mattarella dell'onorificenza di Cavaliere al Merito della Repubblica Italiana. 

## Biografia
È nato ad Alzano Lombardo ed è cresciuto a Nembro, i due comuni bergamaschi fortemente colpiti dalla COVID-19 e a cui è molto legato: ogni giorno in diretta nel 2020 ha raccontato tutti gli sviluppi drammatici relativi alla sua terra. Ha conseguito la laurea in Comunicazione, media e pubblicità allo IULM.

### Carriera
È il conduttore più giovane della Rai. La sua carriera ha inizio a TV Talk nel 2011 come analista televisivo: ogni sabato in studio ha la possibilità di fare domande agli ospiti, analizzare i programmi e curare i profili web della trasmissione in quanto social media manager. Nel 2013 passa a Mediaset dove collabora nella scrittura e nel montaggio dei promo per Rete 4, Iris e Top Crime. Nel 2014 torna a TV Talk e nel 2015 diventa inviato: ogni settimana confeziona reportage dietro le quinte dei programmi, incontrando big del piccolo schermo come Enrico Mentana.
A settembre 2017 passa al talk politico Agorà: ogni giorno in diretta dalle 8 su Rai 3 è il conduttore e autore del "moviolone" raccontando la politica, l'attualità, la cronaca e il costume tramite clip e breaking news, attività che prosegue ancora oggi. Sempre nello stesso anno diventa il conduttore della nuova striscia Rai dal titolo Timeline, in cui racconta tutto ciò che accade sui social: il programma va in onda solo sul web dal lunedì al venerdì alle 7:45 su RaiPlay, Facebook, Twitter e YouTube.
Dal 2018 è il conduttore di Timeline, versione televisiva di Timeline, in onda la domenica alle 10:45 su Rai 3: in ogni puntata ripercorre la linea del tempo della settimana ospitando personaggi del mondo della cultura, del giornalismo, dello spettacolo e del web.
Il 4 dicembre 2021 conduce Visionary Bergamo, la maratona dove migliaia di giovani si incontrano per affrontare i cambiamenti in corso e dare forma al prossimo futuro. Dal 2021 è tra i conduttori di Telethon, la maratona televisiva a sostegno della ricerca scientifica sulle malattie genetiche rare. Il 9 aprile 2022 è tra gli speaker di TEDxRovigo, l'evento basato sulla filosofia TED. Il 30 aprile 2022 è tra i conduttori degli Italian Podcast Awards, il primo premio italiano dedicato ai migliori podcast.. A seguito del successo di ascolti, nell'estate 2022 e 2023 il suo programma Timeline viene trasmesso ogni venerdì all'interno di Agorà Estate. Ha condotto due cerimonie su Rai 1 in diretta dal Senato nell'ambito del programma Senato & Cultura: l'11 giugno 2022 quella dedicata ai 170 anni della Polizia di Stato, il 16 luglio 2022 quella dedicata alle eccellenze italiane. Il 23 settembre 2022 conduce in prima serata su Rai 3 il moviolone di Agorà. Il 3 dicembre 2022 intervista Patrick Zaki, lo studente egiziano dell'Università di Bologna incarcerato al Cairo, durante l'evento Visionary che ha condotto di fronte a 2 500 ragazzi. Il 25 dicembre 2022 conduce il Concerto di Natale di Timeline su Rai 3. Il 27 maggio 2023 conduce la Notte Bianca della Legalità con Carlo Verdone alla Corte suprema di cassazione. Nell'autunno 2023 Timeline raddoppia: nasce la versione Remix, un'occasione per rivedere le interviste più belle delle passate edizione, e registra ottimi indici d'ascolto . Il 2 dicembre 2023 conduce il primo Festival delle buone notizie in Italia . Da gennaio 2024 conduce il podcast Capitani Coraggiosi. Dal 6 al 10 febbraio 2024 conduce Area Sanremo, presentando sull'altro palco del Festival, quello in piazza Colombo . Il 20 marzo 2024 conduce al Quirinale la Cerimonia di consegna delle Onorificenze da parte del Presidente della Repubblica Sergio Mattarella, in diretta su Rai 3. Sempre nel 2024 la Rai, in occasione dei 70 anni della TV e dei 100 anni della radio, gli affida la scrittura del libro ufficiale dedicato all'anniversario, dal titolo Tanti Auguri, edito da Rai Libri. Nel 2024 conduce in prima serata due puntate di Visioni, il programma prodotto da Rai Cultura in onda su Rai 5. A febbraio 2025 collabora col FantaSanremo e Telethon in occasione della 75° edizione del Festival di Sanremo. Nell'estate 2025 viene scelto per co-condurre il talk show politico Agorà Estate su Rai 3.

### Riconoscimenti
Nel 2018 il suo programma Timeline arriva in finale al Prix Italia. Nel 2020 è finalista nella categoria "Personaggi rivelazione dell'anno" agli Italian TV Awards. Nel 2021 Timeline vince il premio Moige per "aver intuito una nuova realtà del mondo dell'informazione, prestando attenzione alle social news". Nel 2022 UNICEF lo nomina membro Next Generation, il programma con obiettivo la raccolta fondi utile a garantire un futuro migliore ai bambini nel mondo. Il 2 luglio 2022 vince il Magna Grecia Awards per il suo "giornalismo social al passo coi tempi. Il 5 novembre 2022 vince il premio Pegaso al Next Generation Fest con la motivazione "con il proprio impegno e testimonianza è esempio e modello positivo di cittadinanza". Nella primavera 2023 il FAI - Fondo per l'Ambiente italiano lo nomina Ambasciatore. A dicembre 2023 viene premiato come giornalista dell'anno dall'Unione nazionale consumatori, l'associazione più longeva in Italia "per la sua capacità di parlare a tutti, giovani e meno giovani, di attualità, innovazione e cambiamento, dimostrando che è possibile intrecciare la televisione tradizionale ai social media per fare informazione di servizio e migliorare la società". È tra i giovani più influenti in Italia secondo la rivista americana Fortune Italia.

## Programmi

### Televisione
- TV Talk (Rai 3, 2011-2013, 2014-2017)
- Agorà (Rai 3, dal 2017)
- Timeline (Rai 3, 2018-2025)
- Agorà Estate (Rai 3, dal 2018)
- Telethon (Rai 1, Rai 2, Rai 3, dal 2021)
- Senato & Cultura (Rai 1, 2022)
- Il Concerto di Natale di Timeline (Rai 3, 2022)
- Cerimonia di Consegna delle Onorificenze al Merito della Repubblica (Rai 3, 2024)
- Visioni (Rai 5, 2024)

### Web
- Timeline (RaiPlay, Facebook, Twitter e YouTube, dal 2017)

## Opere letterarie
- Tanti Auguri - 70 anni di tv 100 anni di radio, Rai Libri, 2024

## Podcast
- Capitani coraggiosi (dal 2024)

## Eventi
- Visionary (2021-2022)
- Italian Podcast Awards (2022-2023-2024)
- Maker Faire (2022-2023)
- Italian Youth Forum dell'UNESCO (2023)
- Notte Bianca della Legalità alla Corte suprema di cassazione (2023)
- Festival delle buone notizie (2023)
- Area Sanremo (2024)

## Riconoscimenti
- 2018 – Finalista Prix Italia per Timeline
- 2021 – Premio Moige per Timeline
- 2022 – UNICEF NextGen
- 2022 – Magna Grecia Awards
- 2022 – Premio Pegaso al Next Generation Fest
- 2023 – Ambasciatore FAI - Fondo per l'Ambiente italiano
- 2023 – Giornalista dell'anno per Unione nazionale consumatori
- 2024 – Fortune 40 Under 40